# Canadian League of Rights
Die rechtsradikale Canadian League of Rights (CLR) (deutsch: Kanadische Liga der Rechten) war der kanadische Ableger der Australian League of Rights von Eric Butler. Nach einer Veranstaltungstour durch Kanada in der Mitte der 1960er Jahre beschloss Butler eine kanadische Version seiner australischen Partei zu gründen, was 1968 geschah.
The CLR wurde in der meisten Zeit ihrer Existenz durch Ron Gostick und Patrick Walsh geführt. Wie die mit ihr verbundenen Organisationen hing sie der Theorie des Social Credit an und war antisemitisch. Der Autor Stanley Barrett schätzte, dass die CLR zu ihrer Hochzeit etwa 10.000 Mitglieder zählte. Die CLR wurde 1987 als eine der größten und am besten organisierten antisemitischen Organisationen in Kanada bezeichnet. Ein bekanntes Mitglied war der Kanadier Jim Keegstra. 
The CLR wollte sich mit verschiedenen Gruppe wie der Alliance for the Preservation of English in Canada verbinden und vertrieb Bücher, die den Holocaust leugnen. 
Die CLR war Mitglied der 1972 gegründeten Crown Commonwealth League of Rights, einer Dachorganisation der Rechten des britischen Commonwealth, die Butler gründete, in der auch die Australian League of Rights, British League of Rights und New Zealand League of Rights Mitglied waren. Die CLR richtete 1983 die zweite Konferenz der Crown Commonwealth League of Rights in Kanada aus und sie beabsichtigte 1991 den Holocaustleugner David Irving auf einer Veranstaltungsreise in Kanada begleiten.